# الجيانغشاني (الكمبري)
الجيانغشاني (باللاتينية: Jiangshanian)، وهي ثاني مرحلة من فترة الفورونجي والتاسعة من الكامبري، حيث امتدت من ≈ 494.2 إلى≈ 491 مليون سنة مضت، لمدة 3.2 مليون سنة تقريبا.

## التسمية
يعود مصطلح الجيانغشاني إلى مدينة جيانغشان في مقاطعة تشيجيانغ الصينية.

## المقطع النموذجي
عرفت قاعدة الجيانغشاني بأول ظهور لثلاثية الفصوص اغنوستوتيس الشرقية (الاسم العلمي: Agnostotes orientalis) منذ 494.2 مليون سنة. وتم تعريف نقطة ومقطع طبقة الحدود العالمية (GSSP) في «قطاع دوبيان B» غرب قرية دوبيان، 10 كم شمال جيانغشان في الصين (28°48′57″N 118°36′54″E / 28.815967°N 118.614933°E) على ارتفاع 108.12 م فوق نتوء تكوين هوايانسي. وتم تعريف حدوده العليا بأول ظهور لثلاثية الفصوص لوتاغنوستس الأمريكية (الاسم العلمي: Lotagnostus americanus) منذ 491 مليون سنة.